# Réserve naturelle de Bukit Timah
La réserve naturelle de Bukit Timah, d'une superficie de 164 hectares, se trouve sur les pentes de la colline homonyme au centre de Pulau Ujong, l'île principale de Singapour. 
Elle a été créée en 1990.
Située à 12 kilomètres de Downtown Core, le principal quartier d'affaires, elle est couverte de forêt équatoriale. Elle constitue un lieu de promenade et de loisirs.